# 45-та танкова дивізія (СРСР)
45-а танкова дивізія — військове з'єднання РСЧА у складі 24-го механізованого корпусу (24 МК) до та під час Німецько-радянської війни.

## Історія
45-а танкова дивізія була сформована навесні 1941 року на базі 37-ї легко-танкової бригади.
У складі 24-о МК Південно-Західний фронту обороняла Летичівський УР. У складі групи генерал-майора Володимирова 45-а танкова дивізія з 17 по 21 липня брала участь в обороні м. Вінниця. В результаті цих боїв понесла великі втрати, загинув зокрема командир 90-о танкового полку полковник С.Г. Банчуков. 
2 серпня 1941 року рештки 45-ї танкової дивізії разом з корпусом потрапили в Уманський котел. Основні бої дивізії проходили на північному фасі Уманського котла, в районі Оксанино, Вишнопіль. Під час прориву з оточення в ніч з 5 на 6 серпня 1941 року частини дивізії у складі загону 24-го МК на чолі командира корпусу В.І. Чистякова проривалися у напрямку на Первомайськ. Після загибелі командира корпусу, комбриг М. Д. Соломатін вивів залишки групи з оточення.

## Повна назва
45-а танкова дивізія

## Підпорядкування
- Київський військовий округ, 24-й механізований корпус, (до 22 червня 1941)
- Південно-Західний фронт, 24-й механізований корпус (22 червня – 2 липня 1941)
- Південно-Західний фронт, 6-а армія, 24-й механізований корпус (2 липня — 4 липня 1941)
- Південно-Західний фронт, 26-а армія, 24-й механізований корпус (4 липня — 12 липня 1941)
- Південно-Західний фронт, 12-а армія, 24-й механізований корпус (12 липня — 25 липня 1941)
- Південний фронт, 24-й механізований корпус (25 липня — 7 серпня 1941)

## Склад
- 89-й танковий полк
- 90-й танковий полк
- 45-й мотострілецький полк
- 45-й гаубичний артилерійський полк
- 45-й окремий зенітно-артилерійський дивізіон
- 45-й розвідувальний батальйон
- 45-й понтонний батальйон
- 45-й окремий батальйон зв’язку
- 45-й медичний санітарний батальйон
- 45-й автотранспортний батальйон
- 45-й ремонтно-відновлювальний батальйон
- 45-а рота регулювання
- 45-й польовий хлібозавод
- 728-а польова поштова станція
- 534-а польова каса Держбанку

## Командири
- Комбриг М.Д. Соломатін